# Oberonia kaniensis
Oberonia kaniensis är en orkideart som beskrevs av Rudolf Schlechter. Oberonia kaniensis ingår i släktet Oberonia och familjen orkidéer. Inga underarter finns listade i Catalogue of Life.